# 美国革命的宪法观
美国革命的宪法观是查尔斯·霍华德·麦基文创作的一本关于美国历史的著作，获1924年普利策历史奖
。